# 共产党人革命党
共产党人革命党（法語：Parti révolutionnaire Communistes）是法国的一个共产主义政党。
2000年6月，法国共产党内的一些与该党领导层有严重政治分歧的成员组成“共产党人”组织。2002年3月2日，“共产党人”正式召开成立大会，将自己定位为一个政党，确定建立一个取代法国共产党的革命政党的目标。“共产党人”的创始人兼第一任全国书记是罗兰德·佩里康，第二任全国书记是安东尼奥·桑切斯。
2015年6月20日，“共产党人”和法国革命共产主义者联盟在巴黎共同召开统一大会，决定两党合并为共产党人革命党。2016年10月22日－23日，法国革命共产主义者联盟的前成员在巴黎召开代表大会，决定退出共产党人革命党，与“共产主义干预”（从共产党人革命党分裂出的一个团体）联合成立法国革命共产党。